# Похищение Эйхмана
Похище́ние Э́йхмана (ивр. לכידת אדולף אייכמן‎), операция «Финал» (ивр. מבצע פינאלה‎) — операция израильской разведки «Моссад» по задержанию и тайному вывозу из Аргентины в Израиль нацистского военного преступника Адольфа Эйхмана, осуществлённая в мае 1960 года.
Существует несколько версий о том как израильская разведка смогла найти Эйхмана в Аргентине. Однако ключевую роль сыграла информация, полученная от жившего в Аргентине немецкого еврея Лотара Германа, который заподозрил в новом знакомом своей дочери сына Эйхмана. После того, как информация Лотара Германа попала к израильским спецслужбам, руководитель израильской разведки «Моссад» Иссер Харель лично возглавил операцию в Буэнос-Айресе.
Агенты «Моссад» установили место жительства Эйхмана и установили за ним наблюдение. 11 мая 1960 года разведчики похитили Эйхмана на улице возле его дома. Девять дней его тайно содержали на вилле, арендованной разведчиками в пригороде Буэнос-Айреса и 20 мая вывезли в Израиль на самолёте авиакомпании Эль Аль. В 1961 году Эйхмана судили и приговорили к смертной казни за его преступления против еврейского народа.
Операция была проведена неофициально. Аргентина обвинила Израиль в грубом нарушении её суверенитета. Израиль оправдывал противозаконность операции беспрецедентностью преступлений Эйхмана, несущего прямую ответственность за организацию геноцида европейского еврейства в годы Второй мировой войны. Сорок лет спустя Аргентина принесла официальные извинения жертвам Холокоста за предоставление убежища нацистам.

## Предыстория
В целом вопрос о розыске и наказании бывших нацистов стоял в Израиле весьма остро: большая часть населения страны либо сама пострадала от Холокоста, либо имела множество пострадавших родственников, друзей и знакомых. Около 200 тысяч жителей страны сами прошли через нацистские концентрационные лагеря и гетто. Для Израиля Адольф Эйхман был «номером один» в списке разыскиваемых нацистов, а его поимка — вопросом принципа. Эйхман играл важную роль в подготовке и проведении Ванзейской конференции, а затем — в реализации её решений по «окончательному решению еврейского вопроса». Именно он осуществлял руководство всеми операциями по депортации евреев Европы в лагеря смерти во время Второй мировой войны.
В 1945 году Эйхману удалось скрыться от разыскивающих его спецслужб стран-союзниц, победивших нацистскую Германию. Эйхман переехал в Аргентину в 1950 году и поселился в Буэнос-Айресе под вымышленным именем Рикардо Клемент; жена и трое сыновей присоединились к нему через два года, четвёртый сын Эйхмана родился уже в Аргентине.

## Поиски
Относительно того, как израильская разведка вышла на след Эйхмана, существуют несколько версий, опирающихся либо на изложение этой истории израильской разведкой «Моссад», либо на её изложение охотником на нацистов Тувьей Фридманом.

### Лотар Герман
Несмотря на противоречия между разными версиями обнаружения Эйхмана, несомненно, что ключевую роль в его поимке сыграл немецкий еврей Лотар Герман. Женитьба на немке не помогла ему избежать нацистских репрессий. Слепота не помешала бывшему адвокату Лотару, жившему в Аргентине, интересоваться событиями, связанными с поисками бывших нацистов. Он был в курсе, что Эйхман скрылся и находится в розыске. Услышав, что его дочь познакомилась с членом аргентинской немецкой колонии, молодым человеком по имени Николас Эйхман, который хвастался заслугами своего отца перед Третьим рейхом, Герман сообщил о своих подозрениях, что речь идёт о сыне Адольфа Эйхмана.
Лотар Герман получил обещанную за поимку Эйхмана премию только в 1972 году, примерно за год до своей смерти. Когда его имя было обнародовано, он подвергся преследованиям со стороны местных нацистов, а его дочь была вынуждена уехать из Аргентины в США.

### Версия «Моссада»
Лотар Герман, заподозрив, что один из членов немецкой колонии в Буэнос-Айресе на самом деле — Адольф Эйхман, написал письмо генеральному прокурору земли Гессен (ФРГ) Фрицу Бауэру. Фриц Бауэр передал эти сведения израильтянам.
Согласно публикации газеты Süddeutsche Zeitung 2021 года, немец Герхард Кламмер некоторое время работал в Аргентине начальником Эйхмана. Позже, осенью 1959 года, Кламмер встретил его в Буэнос-Айресе, выяснил его адрес, сообщил об этом Бауэру через епископа Германа Кунста, и именно эта информация непосредственно привела к поимке Эйхмана.
Как писал в своей книге «Похищение палача» глава «Моссада» Иссер Харель, 19 сентября 1957 года прокурор Бауэр предоставил главе израильской делегации на переговорах о репарациях в ФРГ доктору Шнееру информацию о возможном местонахождении Эйхмана в Аргентине. Через министерство иностранных дел Израиля информация попала в «Моссад» к Иссеру Харелю. По другим данным, Бауэр обратился к представителю израильской службы безопасности во Франкфурте Шаулю Дарому, а затем — к юридическому советнику правительства Хаиму Коэну. Третий вариант этой версии описывает в своей книге политолог и специалист по работе израильских спецслужб Ронен Бергман. Он писал, что Бауэр не верил в привлечение Эйхмана к суду в Германии и специально организовал утечку информации в «Моссад»: во время визита израильского разведчика Бауэр вышел из кабинета, оставив на столе бумаги по Эйхману.

### Версия Тувьи Фридмана
По другой версии, на след Эйхмана вышел бывший заключённый нацистского концлагеря, сотрудник института Яд ва-Шем (до июля 1957 года) Тувья Фридман. В 1957 году Фридман создал в Хайфе независимый «Институт документации и расследования преступлений нацистов» и добился от президента Всемирного еврейского конгресса Нахума Голдмана выделения премии в размере 10 тысяч долларов за информацию о местонахождении Эйхмана.
Первую попытку найти Эйхмана Фридман предпринял ещё в конце 1945 года вместе с Ашером Бен-Натаном, который представлял в Австрии секретную еврейскую организацию Моссад ле-Алия Бет. После допроса арестованного штурмбаннфюрера СС Дитера Вислицени, друга и помощника Эйхмана, удалось найти водителя и любовницу Эйхмана. Засада на квартире любовницы не принесла результатов. Однако именно у неё удалось раздобыть первую фотографию Эйхмана.
В конце августа 1959 года Фридману пришло письмо от директора Федерального центра расследований преступлений нацистов в Людвигсбурге (Германия) Эрвина Шуле о том, что Эйхман скрывается в Кувейте.
Фридман обратился к знакомому журналисту из газеты «Маарив» Моше Майзельсу с предложением опубликовать эту информацию. По словам Фридмана, они решили сделать это в канун Судного дня, то есть 11 октября 1959 года, «чтобы вызвать угрызения совести у членов правительства и напомнить им о нашем долге перед погибшими».
Тема оказалась востребованной, и статью перепечатали или сослались на неё многие издания во всём мире. 12 октября 1959 года сведения из израильского издания перепечатала немецкоязычная газета «Аргентинишес Тагеблатт», выходившая в Буэнос-Айресе. 18 октября 1959 года Лотар Герман отправил Тувье Фридману письмо с информацией, что Эйхман не в Кувейте, а в Аргентине.
В письме Герман писал:

Сообщение немецкоязычной газеты от 12.10.1959 о нацистском преступнике Адольфе Эйхмане абсолютно ошибочно. Этот человек живёт не в Кувейте, а в Буэнос-Айресе под вымышленным именем с женой и четырьмя детьми. Я готов помочь институту и предоставить всю информацию об Эйхмане
Израильский историк и журналист Шимон Бриман пишет, что Фридман обменялся с Германом ещё тремя письмами, после чего в декабре 1959 года связал его с сотрудниками «Моссада».
При том, что большинство источников не упоминает Тувью Фридмана, его имя находится в опубликованном в Израиле официальном списке участников поимки Эйхмана. В том же списке находится имя Симона Визенталя, хотя его роль в поимке Эйхмана остаётся неясной и отрицается как Харелем, так и Фридманом.

### Адрес
«Моссад» выяснил, что жена Эйхмана вторично вышла замуж за некоего немца, прибывшего из Аргентины, и вскоре уехала с ним. Возникло предположение, что она вышла замуж за самого Эйхмана, сменившего фамилию и паспорт. «Моссад» направил в Аргентину своих агентов, которые выследили Эйхмана и удостоверились, что под именем Рикардо Клемента действительно скрывается сам Эйхман, а не какой-либо другой беглый нацист.
С помощью Германа был установлен адрес, по которому проживала семья Эйхмана: Буэнос-Айрес, район Оливос, улица Чакабуко, 4261. За домом была установлена слежка. Однако агенты сообщили, что это очень бедный район, домик также не подходил, по их представлениям, для высокопоставленного нациста, который, по сведениям преследователей, вывез из Европы много денег.
В начале 1958 года Эйхман покинул дом на Чакабуко и вновь пропал из поля зрения израильтян. К декабрю 1959 года агенты «Моссада» в Аргентине вновь вышли на след Эйхмана. Был установлен его новый адрес: Буэнос-Айрес, квартал Сан-Фернандо, улица Гарибальди. Дом был куплен на имя Вероники Катарины Либл де Фихман. Это имя полностью, за исключением одной буквы в фамилии (Fichmann вместо Eichmann), совпадало с именем жены Эйхмана.

### Опознание
Харель решил направить в Аргентину опытного следователя службы безопасности Шабак Цви Аарони. Тот прибыл в Буэнос-Айрес 29 февраля 1960 года. У него было 4 помощника, в том числе военный атташе посольства Израиля в Аргентине Ицхак Элрон и его жена Сара.
Дополнительное подтверждение личности Эйхмана было получено 21 марта 1960 года, когда в доме Клемента отмечали какой-то праздник. Изучив досье Эйхмана, разведчики установили, что в этот день супруги Вероника и Адольф Эйхманы должны были отмечать двадцатипятилетие своей свадьбы. Возраст его жены и двух старших сыновей соответствовал возрасту Веры, Николаса и Дитера Эйхманов. 3 апреля 1960 года наблюдателям удалось незаметно сфотографировать Эйхмана возле его нового дома. На основании фотографий и информации, собранной Цви Аарони, было решено, что Эйхман опознан достаточно надежно, и Харель начал планировать его похищение; однако окончательное подтверждение личности должно было быть получено во время операции по захвату.

## Подготовка

### Решение о похищении
Установив местонахождение Эйхмана, израильское руководство приняло решение о его тайном вывозе из Аргентины в Израиль. Существовала опасность, что попытка добиться выдачи Эйхмана приведёт к его очередному исчезновению.
Аргентина после 1945 года стала настоящим прибежищем для нацистов. Сочувствовавший Гитлеру президент Аргентины Хуан Перон не просто закрывал глаза на въезд в страну огромного числа немцев с фальшивыми документами, но и активно помогал им скрыться из Европы. Многие бывшие нацисты даже устраивались на работу в вооружённые силы Аргентины.
К моменту свержения Перона в 1955 году военной хунтой пронацистские настроения в аргентинской элите, и особенно в силовых структурах, были весьма сильными. Вероятность выдачи Эйхмана оценивалась израильтянами как очень небольшая, и никто не хотел рисковать упустить преступника ещё раз. Кроме того, как писал Харель, Эйхмана могли выдать Германии, а через 15 лет после окончания войны нацисты в Европе стали получать очень мягкие приговоры. Израильтяне боялись, что из-за склонности прощать старые грехи Эйхман вообще уйдёт от ответственности.
Нелегальный вывоз Эйхмана из Аргентины в Израиль санкционировал лично премьер-министр Израиля Давид Бен-Гурион.

### Разработка и подготовка операции
Операцию по похищению Эйхмана возглавил лично директор «Моссада» Иссер Харель. Руководителем оперативной группы был назначен Рафи Эйтан. Все участники операции были добровольцами. Все, кроме Эйтана, потеряли во время войны родственников. Участники операции были предупреждены, что Эйхмана нужно доставить в Израиль живым и невредимым.
Разработка операции началась в конце 1959 года, а непосредственная подготовка — в апреле 1960 года. В Буэнос-Айрес по четырём разным адресам тремя разными авиакомпаниями были отправлены упакованные во внешне безобидные посылки следующие вещи:
- восемь французских устройств связи с запасными батареями;
- четыре пары британских полевых биноклей;
- шесть карманных фонариков;
- дюжина поддельных номерных знаков;
- два комплекта миниатюрных электроинструментов;
- три пары наручников;
- одна портативная лаборатория по изготовлению подделок;
- инструменты для взлома, включая замки безопасности;
- полный набор грима, включая парики, вставные зубы и бороду.

Непосредственный захват Эйхмана был поручен Питеру Малкину, известному впоследствии как «агент семь сорок» и «человек, который поймал Эйхмана». Последний инструктаж в Израиле для основной оперативной группы Харель провёл 27 апреля 1960 года.
Оперативники «Моссада» прибывали в Аргентину небольшими группами из разных стран и в разное время. Для оформления этих поездок «Моссадом» была даже создана подставная туристическая фирма. Проведение операции было приурочено к официальному визиту в Буэнос-Айрес израильской делегации на празднование 150-й годовщины независимости Аргентины. Поскольку у Израиля не было регулярного воздушного сообщения с Аргентиной, было принято решение вывезти Эйхмана на самолёте официальной израильской делегации. Самолёт должен был прилететь в Буэнос-Айрес 19 мая и вернуться назад 20 мая.
26 апреля первая группа оперативников установила за Эйхманом наблюдение, 29 апреля Харель вылетел в Аргентину для руководства операцией на месте. Всего в операции было задействовано 30 человек, 12 из которых были задействованы непосредственно в захвате и вывозе, а остальные — в поддержке и обеспечении. По настоянию Хареля впервые в группу отправленную за пределы Израиля в качестве полноценного оперативника была включена женщина — Иехудит Ниссияху.
В Буэнос-Айресе сотрудники «Моссада» арендовали несколько домов и автомобилей, разработали систему связи, проработали мельчайшие детали будущей операции, включая запасные варианты и эвакуацию в случае провала. К моменту захвата в распоряжении группы было семь помещений, включая две городские квартиры, снятые за пару дней до проведения операции.
Первый срок проведения операции по захвату был назначен Харелем на 10 мая. Затем, с учётом замечаний оперативников, срок был перенесён на один день.

### План захвата
Было выдвинуто два разных плана захвата. По плану Цви Аарони Малкин и ещё один агент должны были дожидаться Эйхмана возле дома, а два автомобиля подъехать к ним сразу же после захвата и увезти. Малкин забраковал этот план и предложил свой. По его плану один из автомобилей должен был стоять на улице Гарибальди с открытым капотом, а водитель изображать поломку. Эйхман, возвращаясь с работы, должен был пройти от автобуса к дому непосредственно мимо неё. Малкин должен был двигаться навстречу Эйхману и встретиться возле машины. Вторая машина подъезжала только после успешного захвата. 
Малкин говорил, что если сорвётся захват по плану Аарони (например, появится местный полицейский или машины не смогут подъехать), то израильтяне попадут в аргентинскую тюрьму, а Эйхман исчезнет и найти его второй раз будет невозможно. А по плану Малкина если Эйхман запаникует от вида стоящей машины и побежит, то захват отменяется, а машина уезжает. После чего Эйхман «убедится», что его страхи были необоснованными и операцию можно будет повторить иначе. Харель утвердил план Малкина.

## Захват
11 мая два автомобиля и семь человек ждали появления Эйхмана с работы. Эйхман был схвачен в восемь часов вечера прямо на улице Буэнос-Айреса  группой агентов «Моссада».

### Участники группы захвата
1-я машина:
- Рафи Эйтан — командир оперативной группы, в будущем руководитель израильской спецслужбы «Лакам».
- Питер Малкин — оперативный сотрудник, в будущем начальник оперативного отдела «Моссада».
- Цви Аарони — оперативный сотрудник, следователь Общей службы безопасности «Шабак», водитель первой машины.
- Авраам Шалом — заместитель командира оперативной группы, в будущем начальник Общей службы безопасности «Шабак».

2-я машина:
- Моше Тавор[ивр.] — оперативный сотрудник, водитель второй машины.
- Яаков Гат — старший оперативный сотрудник.
- Йона Элиан[ивр.] — врач-анестезиолог[45].

### Ход событий
Обычно Эйхман приезжал с работы автобусом в 19:40. На этот раз в автобусе его не было. Он появился только с автобусом, пришедшим в 20:05 и пошёл в сторону дома.
Лично задержание Эйхмана осуществил, как и планировалось, Питер Малкин. Когда Эйхман приблизился к засаде на 10 метров, Малкин обратился к нему по-испански «Un momentito, señor!» («Минуточку, господин»), а затем, сдавив шею приёмом «нельсон», повалил на землю. Авраам Шалом выскочил из машины и схватил Эйхмана за ноги, вдвоем они втащили его в машину. На захват, по словам Малкина, понадобилось чуть более 20 секунд. Никаких посторонних свидетелей поблизости не оказалось. Рафи Эйтан утверждал, что Эйхман не смог оказать никакого сопротивления, а просто выл.
В автомобиле Эйхману заткнули рот кляпом, связали по рукам и ногам, надели тёмные очки и накрыли одеялом. Цви Аарони сказал по-немецки: «Один звук — и ты труп» (нем. Ein Laut und du hist tot). Эйхман не двигался. Обе машины поехали в одно из конспиративных помещений, арендованных «Моссадом». Прямо по дороге Эйтан обыскал Эйхмана в поиска известных разведке шрамов и найдя их воскликнул «Это он!»

## Под охраной на вилле
Эйхман был доставлен на виллу, арендованную разведчиками в пригороде Буэнос-Айреса. Первым делом его тщательно обыскали на предмет возможного оружия или яда для самоубийства и осмотрели для обнаружения особых примет, приведённых в досье Адольфа Эйхмана. Затем Цви Аарони провёл первый допрос, позволивший со 100%-й достоверностью установить личность Эйхмана. Пленный без запинки назвал свои номера в СС: 45326 и 63752, а также номер партийного билета НСДАП — 889895. Эйхман сказал, что понял, кто его захватил, и после непродолжительного запирательства назвал своё настоящее имя. 13 мая о захвате Эйхмана разведчики известили израильское правительство.
Для руководства дальнейшим ходом операции Харель развернул так называемый «мобильный штаб». Члены группы получили список кафе, где в определённый час проводились совещания. Таким образом каждая точка посещалась только один раз.
На вилле Эйхман провёл девять дней под круглосуточной охраной. Большую часть дня Эйхман лежал прикованный к койке наручниками, в тёмных очках, чтобы не видеть лиц конвоиров. Один из охранников находился в комнате с Эйхманом и обязан был не спускать с него глаз. Второй охранник находился в смежной комнате с открытой дверью. Охранникам Эйхмана было категорически запрещено с ним разговаривать. На ночь выставляли охрану и во дворе. В комнате Эйхмана был установлен звонок тревоги для вызова охранником подмоги. Во дворе стояла машина, готовая к немедленному отъезду в случае опасности. Однако Питер Малкин постоянно нарушал приказ не разговаривать и подробно описывает в автобиографической книге «Эйхман в моих руках» свои беседы с пленником.
Все, кто тем или иным образом контактировали с Эйхманом во время его содержания на вилле, вынуждены были сдерживать и контролировать самих себя и друг друга, чтобы не проявить агрессии в отношении Эйхмана. Харель пишет, что единственная женщина на вилле, готовившая еду (Иехудит Ниссияху), с трудом удержалась от того, чтобы не отравить пленника.
Из соображений безопасности вход в дом и выход из него были жёстко ограничены. Сам Иссер Харель посетил пленника только 15 мая. Он дал оперативникам новые инструкции с учётом того, что теперь было абсолютно точно известно, что пойман именно Эйхман. В случае, если в доме появится полиция, следовало любой ценой вывезти Эйхмана в другое место. Если бы такой возможности не было, то Рафи Эйтан должен был приковать себя наручниками к Эйхману, выбросить ключ и сообщить властям личность задержанного. Принадлежность к «Моссаду» должна была категорически отрицаться. При возможном задержании полицией оперативники обязаны были представиться израильскими добровольцами.
В это же время продолжались интенсивные допросы Эйхмана. Харель утверждает, что разведчикам удалось получить добровольное письменное признание Эйхмана в совершённых преступлениях и согласие на то, чтобы его судили в Израиле.

Я, нижеподписавшийся Адольф Эйхман, добровольно заявляю: сейчас, когда стало известно, кто я на самом деле, нет смысла пытаться уйти от суда. Я заявляю о моем согласии поехать в Израиль и предстать там перед компетентным судом. Само собой разумеется, что я получу юридическую защиту и со своей стороны расскажу факты, связанные с последними годами моей службы в Германии, не скрывая ничего, дабы грядущим поколениям была известна истинная картина тех событий. Настоящее заявление подписываю добровольно. Мне ничего не обещали и ничем не угрожали. Я хочу, наконец, обрести душевный покой. Поскольку я уже не могу восстановить в памяти прошлое во всех подробностях и подчас путаю события, то прошу предоставить мне документы и свидетелей, которые помогли бы восстановить картину происшедшего. Адольф Эйхман. Буэнос-Айрес, май 1960.
— Харель, 1992, Гл. 27

## Вывоз в Израиль
19 мая самолёт «Эль-Аль» прилетел в аэропорт Буэнос-Айреса. Израильтяне приняли повышенные меры безопасности, но так, чтобы этого никто не заметил. К обеду 20 мая Харель перенёс мобильный штаб прямо в аэропорт, где в многолюдном кафе за одним из столиков отдавал приказы своим сотрудникам до конца операции.
Вечером 20 мая Эйхману ввели наркотик и переодели его в форму израильского лётчика. Затем его доставили в аэропорт и предъявили аргентинским пограничникам паспорт на имя пилота Рафаэля Арнона. До этого с участием Арнона была организована фиктивная автомобильная авария, а 20 мая он был выписан из больницы с указанием, что «…пациент может перенести полёт под наблюдением врача». Пограничники пропустили израильтян, а Эйхман не мог протестовать, не понимая, что с ним происходит. В полночь самолёт «Эль-Аль» с Эйхманом на борту вылетел в Израиль.
После исчезновения Эйхмана около трёхсот нацистов из немецкой общины в течение недели обшаривали Буэнос-Айрес в его поисках, а их агентура пыталась контролировать вокзалы, морские порты и аэродромы. Тем не менее, им так и не удалось ничего обнаружить. Ни аргентинская полиция, ни родственники Эйхмана не смогли установить его местонахождение.

## Суд и казнь
В Иерусалиме Эйхман был передан полиции. На заседании Кнессета 22 мая премьер-министр Израиля Давид Бен-Гурион объявил, что «Адольф Эйхман находится в Израиле и в скором времени будет отдан под суд». Для расследований по делу Эйхмана был создан специальный отдел полиции. По окончании следствия юридический советник правительства Гидеон Хауснер подписал обвинительное заключение, состоявшее из 15 пунктов. Эйхман обвинялся в преступлениях против еврейского народа, преступлениях против человечества, принадлежности к преступным организациям (СС и СД, гестапо). 11 апреля 1961 начался процесс Эйхмана. В ходе него выступило множество свидетелей, переживших Холокост. В результате молодое поколение израильтян впервые получило возможность соприкоснуться с этими страницами совсем недавней еврейской истории.
15 декабря 1961 года Эйхману зачитали смертный приговор, признав его виновным в преступлениях против еврейского народа, против человечества и военным преступником. Президент Израиля Ицхак Бен-Цви отклонил прошение о помиловании, и приговор вступил в силу.
Эйхман был повешен в ночь с 31 мая на 1 июня 1962 года в тюрьме города Рамла. В 1954 году Кнессет отменил смертную казнь за обычные преступления, оставив возможность её применения лишь в исключительных случаях, таких как преступления военного времени и участие в геноциде. Казнь Эйхмана стала единственным применением этого закона на практике и второй (последней) смертной казнью по приговору суда за всю историю Израиля. После повешения тело Эйхмана было сожжено, а пепел развеян над Средиземным морем за пределами территориальных вод Израиля.

## Международная реакция и последствия
После того, как стало известно о том, что Эйхман находится в Израиле, аргентинское правительство обвинило Израиль в незаконном похищении. 1 июня министр иностранных дел Аргентины Диогенес Табоада обратился с требованием к послу Израиля Арье Левави предоставить полную информацию о деле Эйхмана. Ответная нота посла, датируемая 3 июня, по существу представляла собой официальную попытку израильской стороны дистанцироваться от похищения. Согласно указанной ноте, захват был квалифицирован как акция «группы добровольцев», включавших некоторых граждан Израиля, которые осуществили перемещение А. Эйхмана с территории Аргентины и его передачу израильским службам безопасности. Кроме того, израильская сторона выражала «сожаление» по поводу любого нарушения суверенных прав Аргентины, явившихся результатом действий добровольцев. Израиль просил Аргентину принять во внимание, что «перед судом должно предстать лицо, несущее наибольшую ответственность за убийства миллионов людей, принадлежащих к Еврейскому народу, добровольцы которого, сами являвшиеся жертвами бойни, поставили свою историческую миссию выше всяких соображений».
Аргентина 8 июня вновь обратилась с нотой к израильской стороне с требованием привлечь к ответственности лиц, причастных к нарушению суверенитета Аргентины и потребовали возврата Эйхмана. По мнению аргентинской стороны, экстрадиция Эйхмана по запросу связанному с обвинением в совершении геноцида возможна, но такое лицо может быть судимо либо в Германии, на территории которой имели место преступные действия, либо международным трибуналом. Аргентина осудила преступления нацистского режима, однако по её мнению это не снимает ответственности с Израиля за нарушение принципов мирного сосуществования.
15 июня 1960 года аргентинская сторона обратилась с требованием срочного созыва Совета Безопасности ООН в связи с «нарушением суверенных прав Республики Аргентины, явившихся результатом незаконного и нелегального перемещения Адольфа Эйхмана с территории Аргентины на территорию государства Израиль». Произошедшее было расценено как действия, находящиеся в противоречии с целями и принципами Устава ООН, создающие атмосферу недоверия, несовместимую с обеспечением международного мира и безопасности. Доказать причастность к этому делу израильской разведки аргентинским спецслужбам так и не удалось. Однако Резолюция № 138 Совета Безопасности ООН от 23 июня 1960 года содержала указание на то, что израильское правительство, по меньшей мере, знало о плане похищения Эйхмана в Аргентине и дало согласие на его реализацию. Хотя все выступавшие высказались в поддержку соблюдения государственного суверенитета Аргентины, часть делегаций, в частности, СССР и Польша, воздержались при голосовании. Представителем СССР было отмечено, что западные страны по существу уклонились от реализации своих договорных обязательств, взятых на себя в период Второй мировой войны, и касавшихся уголовного преследования и наказания военных преступников, часть которых нашла убежище в Аргентине. В свою очередь, объясняя причины того, почему польская делегация воздержалась от голосования, её представитель заявил, что резолюция «не предусматривает…четкого подхода по второму вопросу, то есть вопросу о дальнейшей судьбе Эйхмана … Двусмысленность формулировок способна вызвать толкования, которые могут быть использованы в интересах самого Эйхмана или других военных преступников, где бы они в настоящее время ни находились». Польша также заявила, что допущенные в связи с задержанием Эйхмана действия, хотя и нарушают международное право, но не могут расцениваться угрозу международному миру и безопасности.
Многие исследователи, не одобряя действий израильских властей в правовом смысле, в то же время, в большинстве случаев были едины во мнении, согласно которому существовал целый ряд оснований для оправдания действий по преданию А. Эйхмана суду. В частности, Карл Ясперс указывал, что хотя арест преступника в Аргентине противоречил международному праву, он был, несомненно, оправдан с моральной и политической точек зрения.
Ещё одним следствием похищения Эйхмана стала массовая паника среди нацистов, укрывавшихся в Аргентине. В частности, после исчезновения Эйхмана сбежал в Парагвай, а затем в Бразилию один из наиболее жестоких мучителей узников Освенцима Йозеф Менгеле по прозвищу «Ангел смерти». Сотрудники «Моссада» выследили Менгеле в Буэнос-Айресе, но захватывать его одновременно с Эйхманом или сразу же после захвата Эйхмана было слишком рискованно. Затем ресурсы Моссада были отвлечены на так называемое «дело Йоселе», и за это время Менгеле замёл следы.
Арабская пресса, сочувствовавшая нацистам, открыто выражала свою поддержку Эйхману. В частности, англоязычная иорданская газета «Джерузалем Таймс» 24 апреля 1961 года поместила письмо, в котором утверждалось, что через Эйхмана «на человечество снизошло благословение» и выражалась уверенность, что «суд когда-нибудь завершится ликвидацией оставшихся шести миллионов, чтобы отомстить за твою кровь».
Спустя ровно 40 лет, 15 июня 2000 года президент Аргентины Фернандо де ла Руа в ходе официального визита в США принёс свои «глубочайшие и искренние извинения» всем жертвам Холокоста за то, что после Второй мировой войны его страна предоставляла убежище нацистам. Де ла Руа пообещал, что правительство Аргентины выяснит, каким образом нацистским преступникам удалось проникнуть в страну, и что все виновные в преступлениях нацисты будут наказаны.
В СССР поимка Эйхмана освещалась скупо, в значительной мере — в русле претензий к Западу (включая и Израиль) в недостаточном преследовании нацистов. В советской прессе Израиль изображался зависимой стороной, якобы выполняющей все требования ФРГ с целью воспрепятствовать разоблачению других нацистских преступников; руководство сионистского движения обвинялось в том, что они «заключили кровавую сделку с продолжателями дела Гитлера, боннскими реваншистами», предав тем самым память миллионов жертв. В суде над Эйхманом СССР видел возможность преследовать нацистов, виновных в военных преступлениях против мирных граждан, совершенных на территории СССР, подчеркивалась заинтересованность СССР в деле Эйхмана, как ответственного за гибель миллионов граждан СССР. Право Израиля судить Эйхмана ставилось под вопрос лишь в отдельных СМИ.

## Эхо в истории
В 2006 году, в результате рассекречивания архивов в США, стало известно, что 19 марта 1958 года Центральное разведывательное управление получило от западногерманской разведслужбы БНД информацию о местонахождении Эйхмана и фамилию, под которой он скрывался. В ЦРУ и БНД было решено скрыть эту информацию из опасения, что Эйхман может сообщить о нацистском прошлом Ганса Глобке, занимавшего тогда пост главы секретариата канцлера Конрада Аденауэра.
В Музее еврейского наследия в Нью-Йорке одно время хранилась бронзовая отливка перчаток, которые в ночь похищения Эйхмана были на руках Питера Малкина. Малкин говорил, что ему было противно прикасаться к Эйхману голыми руками.
В мае 2007 года в Музей Холокоста в Буэнос-Айресе в качестве экспоната был передан паспорт Эйхмана, выданный на имя Рикардо Клемента. Паспорт был обнаружен в судебном архиве Буэнос-Айреса, куда он попал из полиции. В полицию в мае 1960 года паспорт отдала жена Эйхмана при подаче заявления об исчезновении её мужа.
Официальное признание, что Эйхмана похитили именно агенты «Моссада», а не некие «еврейские добровольцы», появилось лишь в феврале 2005 года, а полный список участников похищения Эйхмана был опубликован лишь в январе 2007 года. Имя врача-анестезиолога, принимавшего участие в операции, было рассекречено в апреле 2007 года.
26 июня 2007 года исполняющая обязанности президента Израиля Далия Ицик вручила участникам операции почётные грамоты и памятные подарки. Из непосредственных участников троих (Питера Малкина, Моше Тавора и Шалома Дани) к этому моменту уже не было в живых.
12 декабря 2011 года в Кнессете в Иерусалиме при участии премьер-министра Израиля Биньямина Нетаниягу была открыта выставка, посвящённая операции по поимке Адольфа Эйхмана. На выставке представлены уникальные экспонаты и впервые рассекреченные Моссадом документы из государственного архива, связанные с задержанием Эйхмана в Аргентине, а также с судебным процессом в Израиле. Среди прочего были представлены: распоряжение Бен-Гуриона о задержании Эйхмана, вердикт суда по делу преступника, применявшийся при похищении специальный шприц для анестетика, паспорта, билеты и перчатки агентов Моссада, стеклянная камера, в которой Эйхман содержался в зале суда.

## В литературе и кинематографе
В 1961 году, в то время, когда Эйхман ещё сидел в израильской тюрьме, в США вышел на экраны художественный фильм «Операция Эйхман» (англ. Operation Eichmann) режиссёра Р. Дж. Спрингстина. Эйхмана сыграл Вернер Клемперер.
В том же году Тувья Фридман опубликовал в сотрудничестве с редактором Дэвидом Гроссом автобиографическую книгу «Охотник» сначала на идише, а потом на английском (англ. The Hunter). Она была переиздана в 2007 году. В 1961 году в Тель-Авиве на иврите и в Лондоне на английском вышла книга «Поимка Адольфа Эйхмана» (англ. The Capture of Adolf Eichmann) писателя Моше Перлмана. В 2001 книга Перлмана «Как был пойман Адольф Эйхман» вышла на русском языке.
Иссер Харель написал об этих событиях книгу «Дом на улице Гарибальди» (ивр. הבית ברחוב גריבלדי, תל אביב: ספריית מעריב‎, англ. The House on Garibaldi Street), на русском она вышла под названием «Похищение палача» (1992). По этой книге в 1979 году был снят фильм «The House on Garibaldi Street», с Хаимом Тополем и Мартином Балсамом в главных ролях. Поскольку на момент написания книг сотрудники «Моссада» официально не были рассекречены, то в книге Хареля они проходят под псевдонимами. Например, в книге «Похищение палача» Рафи Эйтан проходит под именем «Габи», Питер Малкин — «Эли», Цви Аарони — «Кенет» и т. д. Единственный агент, который проходил под своим именем — специалист по подделке документов Шалом Дани, который умер в 1963 году.
В 1990 году Питер Малкин в соавторстве с американским литератором Харри Стайном написал книгу «Эйхман в моих руках» (англ. Eichmann in My Hands). В 1996 году по этой книге был снят телефильм «Человек, который поймал Эйхмана». В роли Эйхмана выступил Роберт Дюваль, а самого Малкина сыграл Арлисс Ховард. Малкин консультировал эту картину. В книге Малкина члены оперативной группы также проходят под псевдонимами, не совпадающими с книгой Хареля (Рафи Эйтан — «Узи», Цви Аарони — «Ганс» и т. д.)
В 1990 году Тувья Фридман опубликовал сборник документов «Моя роль в Операции Эйхман».
В 1996 году Цви Аарони совместно с немецким писателем Вильгельмом Дитлом выпустил книгу «Der Jäger — Operation Eichmann».
В 2006 году в России вышел документальный 4-серийный фильм режиссёра Фёдора Стукова «Охотники за нацистами», посвящённый деятельности Тувьи Фридмана.
Косвенно с темой похищения Эйхмана связано множество других произведений. Например, вышедший в 2007 году художественный фильм «Долг», в котором трое молодых агентов «Моссада» отправляются в Европу на поиски одного из уцелевших нацистских преступников. Студия Miramax в 2009 году сняла ремейк этого фильма с тем же названием и с Хелен Миррен в одной из главных ролей. Фильм был выпущен в августе 2011 года после закрытия студии.
В августе 2018 году на экраны вышел фильм «Операция „Финал“» (англ. Operation Finale), рассказывающий о поимке Эйхмана, роль которого исполнил Бен Кингсли.